# Bunocephalus verrucosus
Bunocephalus verrucosus är en fiskart som först beskrevs av Johann Julius Walbaum 1792.  Bunocephalus verrucosus ingår i släktet Bunocephalus och familjen Aspredinidae. Inga underarter finns listade.